# Paiste

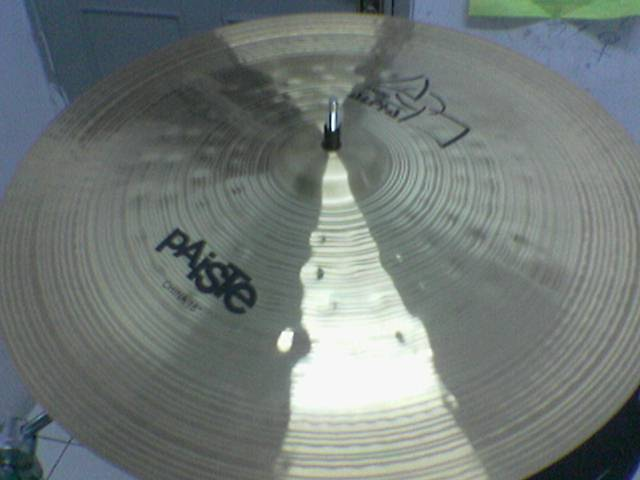
Bekken van Paiste.

Paiste is een Zwitsers bedrijf dat bekkens, gongs en andere metalen percussie-instrumenten ontwerpt en fabriceert. Het is een van de grootste bekkenfabrikanten samen met Meinl, Sabian en Zildjian. Paiste is een Ests-Fins woord voor glinsteren. Volgens de website van het bedrijf is de correcte uitspraak /paai-sti/.
Een bekende drummer met Paiste-bekkens is Nicko McBrain (iron maiden)

## Geschiedenis
De eerste Paiste-bekkens werden gefabriceerd in 1906 door de Estse muzikant Toomas Paiste in zijn instrument-herstelbedrijf in Sint-Petersburg, Rusland op aanvraag. Toomas heeft gediend in de garde van de tsaar, en nam ontslag in 1901 om een muziekuitgeverij en een muziekwinkel op te richten.
In de jaren groeide het bekkenaandeel van het bedrijf, ondanks de verscheidene door oorlog genoodzaakte verhuizingen, eerst naar Tallinn in Estland in 1917, waar Toomas' zoon Mihkel Paiste besloot zich te concentreren op bekkenproductie en -export. In 1940 verhuisde de familie met het bedrijf naar Polen waar zij verdergingen onder zware omstandigheden, in 1945 naar Duitsland om vervolgens in 1957 een nieuw hoofdkwartier en fabriek op te richten in Zwitserland. Het bedrijf werd voortgezet door Mihkels zonen Robert en Toomas. Het bedrijf heeft fabrieken in zowel Zwitserland als in Duitsland.

## Nieuwe concepten door Paiste

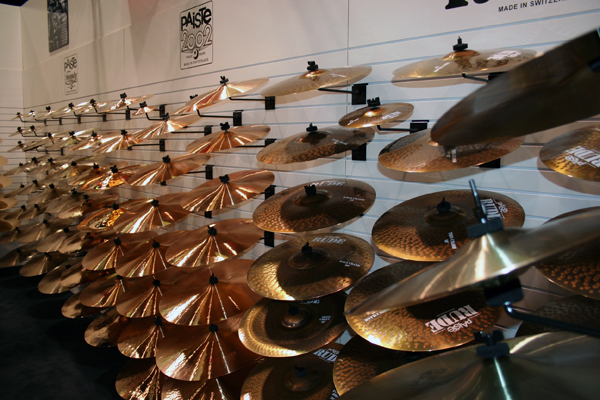
Paiste bekkens

Paiste heeft verscheidene bekken ontwerpen geïntroduceerd en geproduceerd waaronder:
- De Flat Ride. Voornamelijk een ride bekken zonder cup of bell. Origineel ontworpen voor de Space Sound in de Formule 602 lijn. Ontworpen in samenwerking met Joe Morello. Geïntroduceerd in de jaren 60.
- De Sound Edge hihat. Om airlock te voorkomen werd de rand van het onderste bekken van het hihat paar ribbelig gemaakt. Geïntroduceerd in 1967, en werd ook toegepast in hand bespeelde bekkens.
- Het gebruik van de B8 brons legering voor bekkens. Door Paiste de "CuSn" of "2002 brons" genoemd. Geïntroduceerd bij de Stambul 65 serie in 1965. Ook te vinden in de Giant Beat en 2002 series.
- 'Flat' bells. Bekkens met een vlakker bell ontwerp. Geïntroduceerd bij de Sound Creation Short Crash in 1975.
- Ongeschoren bekkens. Geïntroduceerd in 1980 als de RUDE serie. Gemaakt van de B8 legering, de ongeschoren bekkens waren bedoeld voor de hardere muziek zoals punk en heavy metal
- Omgedraaide bell op de China bekken Geïntroduceerd in 1983 als de 2002 NOVO china type. Maakte het makkelijker om de China bekken als ride of crash te gebruiken.
- Gekleurde bekkens. Geïntroduceerd in 1983.
- De Paiste Sound Legering (Signature Bronze). Een gepatenteerde bekken legering geïntroduceerd in 1989 bij de Signature productie lijn. Volgens het patent bestaat deze legering uit fosforbrons, met een tin massapercentage tussen de 14,7% en 15,1%. Volgens Paiste is zij de eerste brons legering die specifiek voor bekkens is gemaakt.
- Sonic Texture Formule. Geïntroduceerd in 2001 bij de Innovation serie. Een gepatenteerde manier van scheren zorgde voor een meer complex klinkende bekken.

Veel van deze concepten zijn overgenomen door andere fabrikanten toen de patentrechten verliepen.

## Paiste's Bekkens

### Huidige series
- 101 - Instap bekkens gemaakt van messing. Volledig geautomatiseerd gemaakt, geïntroduceerd 2005.
- 201 - Instap bekkens van de B8 legering. Volledig geautomatiseerd gemaakt, geïntroduceerd in 2005.
- PST 3 - Beginner bekkens gemaakt van messing. Geïntroduceerd in 2005
- PST 5 - B8 bekkens (92% koper, 8% tin). Mid-level bekkens, geïntroduceerd in 2005.
- Alpha - Semi-professionele B8 bekkens. Geïntroduceerd in 1991 en vernieuwd in 2006. Wordt ook door professionele muzikanten gebruikt.
- Black Alpha - Zwart gecoate Alpha bekkens die ontwikkeld zijn in samenwerking met Joey Jordison, de drummer van Slipknot.
- Noise Works - De experimentele lijn van Paiste.
- 2002 - Geïntroduceerd in 1971. Gemaakt van de B8 legering en volgens vele de eerste professionele serie die van dit legering is gemaakt. De serie werd gestopt in 1986, maar opnieuw geïntroduceerd in 1988 wegens de grote populariteit. In de jaren zijn de modellen sterk veranderd met vele typen die geïntroduceerd werden, en velen die werden gestopt. Van 1994 tot 1999 viel de RUDE serie ook onder de 2002 (2002 RUDE). Van 2005 tot 2006 hoorde ook de Dimensions onder deze serie.
- RUDE - Bekkens gemaakt voor luide en agressieve muziekstijlen. Ze zijn niet geschoren en hebben een rauwe afwerking. Ze worden compleet met de hand gemaakt van de B8 legering. Geïntroduceerd in 1980. Gestopt in 1986 met de introductie van de 1000 RUDE en 3000 RUDE series. Hoorde van 1994 tot 1999 bij de 2002 lijn als de 2002 RUDE. Opnieuw geïntroduceerd als RUDE in 1999
- Giant Beat - Origineel geïntroduceerd in 1967, en gestopt in 1971, was deze serie weer geïntroduceerd in 2005 als 18", 20" en 24" multi-functionele bekkens met 14" en 15" hihats. Ze zijn gemaakt van dezelfde B8 legering als de 2002 serie.
- Signature - Geïntroduceerd in 1989, deze bekkens zijn gemaakt van de signature brons legering van Paiste, met verschillende klinkende bekkens voor elke muziekstijl.
- New Signature - Geïntroduceerd in 2005. Gemaakt van de signature Paiste brons legering. Paiste noemt deze lijn als "een elite concept". Voornamelijk donker klinkende bekkens.
- Traditionals - Geïntroduceerd in 1996. Bekkens gemaakt met jaren 40 en 50 klinkende bekkens in gedachten. Voornamelijk bedoeld voor swing en blues. De bekkens zijn over het algemeen licht. Gemaakt van de Paiste signature-bronslegering.
- Twenty - Geïntroduceerd bij NAMM in 2007. Gemaakt van Turkse B20-legering.
- 602 - Geïntroduceerd in 1959 en onlangs weer in het assortiment opgenomen.